# Fronte Nazionale (Cecoslovacchia)
Il Fronte Nazionale dei Cechi e degli Slovacchi (in ceco Národní fronta Čechů a Slováků; in slovacco Národný front Čechov a Slovákov), noto anche come Fronte Nazionale (in ceco Národní fronta; in slovacco Národný front), è stata la coalizione di partiti antifascisti che guidarono la Cecoslovacchia dal 1945 al 1948. Durante il governo comunista, fu l'unica coalizione autorizzata e il veicolo per il controllo delle attività politiche e sociali da parte del Partito Comunista Cecoslovacco (KSČ).

## Storia
Con l'inizio della seconda guerra mondiale, la Cecoslovacchia scomparve dalla mappa dell'Europa. Le terre ceche divennero il protettorato di Boemia e Moravia sotto il diretto dominio della Germania nazista, mentre la Slovacchia divenne un suo Stato satellite.

### Nascita del Fronte
Dopo la liberazione sovietica del territorio cecoslovacco, nel marzo 1945 a Košice i comunisti e il governo in esilio di Edvard Beneš (Partito Nazionale Sociale Ceco) giunsero ad un accordo per delineare la creazione di una coalizione di governo per la terza repubblica cecoslovacca. Il "Fronte Nazionale" fu creato il 5 aprile 1945 e nello stesso giorno fu istituito il primo governo della Cecoslovacchia liberata con primo ministro il socialdemocratico Zdeněk Fierlinger.
Il Fronte era dominato dai partiti socialisti o di sinistra: il Partito Comunista (con importanti cariche ministeriali), il Partito Nazionale Socialista e il Partito Socialdemocratico. I partiti di destra come il Partito popolare slovacco fu messo al bando a causa della sua collaborazione con i nazisti. Il governo decise di non consentire la ricreazione di altri partiti prebellici, come il Partito Repubblicano degli Agricoltori e dei Contadini, a causa del suo ruolo guida del Partito di Unità Nazionale.
Dopo la vittoria del Partito Comunista Cecoslovacco alle elezioni parlamentari del 1946, il segretario Klement Gottwald divenne primo ministro.

### Regime socialista e scioglimento

Ordine della Stella Rossa del Fronte Nazionale, simbolo della leadership dell'avanguardia comunista dopo il 1948

Nel periodo transitorio del 1945-1948 sorsero molti conflitti tra il KSČ e i restanti partiti del Fronte Nazionale. Il KSČ prese definitivamente il potere in Cecoslovacchia il 25 febbraio 1948. Gli altri partiti furono rapidamente epurati e tutti i membri del Fronte accettarono il "ruolo guida" del KSČ come condizione per la loro esistenza.
I membri non socialisti del Fronte potevano continuare le loro attività senza andare in contrasto con il KSČ, che manteneva il potere reale in Cecoslovacchia.
Nel 1969, la Cecoslovacchia fu riorganizzato come una federazione della Repubblica Socialista Ceca e della Repubblica Socialista Slovacca. Vennero quindi istituite organizzazioni separate del Fronte Nazionale per ciascuna repubblica federale, che hanno nominato candidati per il Consiglio nazionale ceco e il Consiglio nazionale slovacco.
Dopo la rivoluzione di velluto del 1989, il Fronte Nazionale aprì a un governo di coalizione con il Forum Civico di Václav Havel, alle elezioni libere nel 1990 e alla nomina di Havel alla presidenza della Cecoslovacchia. Il Fronte Nazionale venne sciolto il 7 febbraio 1990.

## Membri

### Partiti

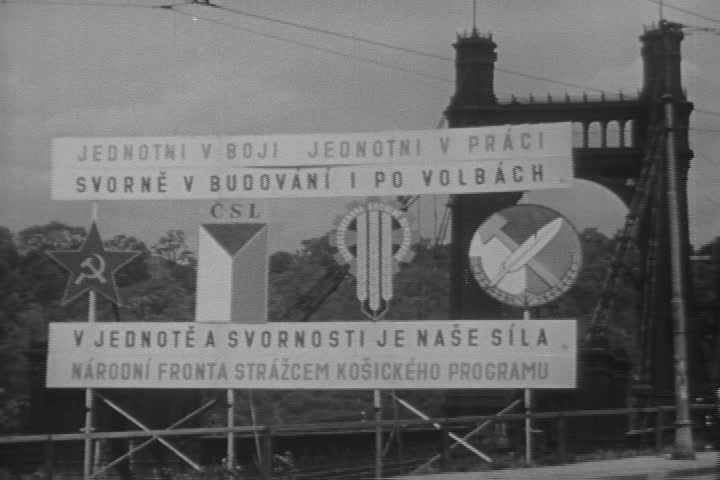
Manifesto del Fronte Nazionale nelle terre ceche, 1947

I partiti membri del Fronte Nazionale furono:
| Emblema                         | Partito                                   | Fondazione | Scioglimento | Ideologia                                                                                     |
| ------------------------------- | ----------------------------------------- | ---------- | ------------ | --------------------------------------------------------------------------------------------- |
|                                 | Partito Comunista di Cecoslovacchia       | 1921       | 1992         | Comunismo, marxismo-leninismo                                                                 |
| Partito Comunista di Slovacchia | 1939                                      | 1990       |              | Comunismo, marxismo-leninismo                                                                 |
|                                 | Partito Democratico Slovacco              | 1944       | 1948         | Conservatorismo, ruralismo                                                                    |
|                                 | Partito della Rinascita Slovacca          | 1948       | 1989         | Socialismo democratico                                                                        |
|                                 | Partito Socialdemocratico Cecoslovacco    | 1878       | 1948         | Socialdemocrazia, marxismo di centro                                                          |
|                                 | Partito Nazionale Socialista Cecoslovacco | 1898       | 1948         | Socialismo liberale, Socialismo popolare                                                      |
|                                 | Partito Socialista Cecoslovacco           | 1948       | 1993         | Socialismo democratico                                                                        |
|                                 | Partito Popolare Cecoslovacco             | 1919       | attivo       | 1943-1948: Cristianesimo democratico, conservatorismo sociale 1948-1990: Socialismo cristiano |
|                                 | Partito Laburista Slovacco                | 1946       | 1948         | Socialdemocrazia                                                                              |
|                                 | Partito Slovacco della Libertà            | 1946       | 1990         | Cristianesimo democratico, repubblicanesimo                                                   |

### Organizzazioni

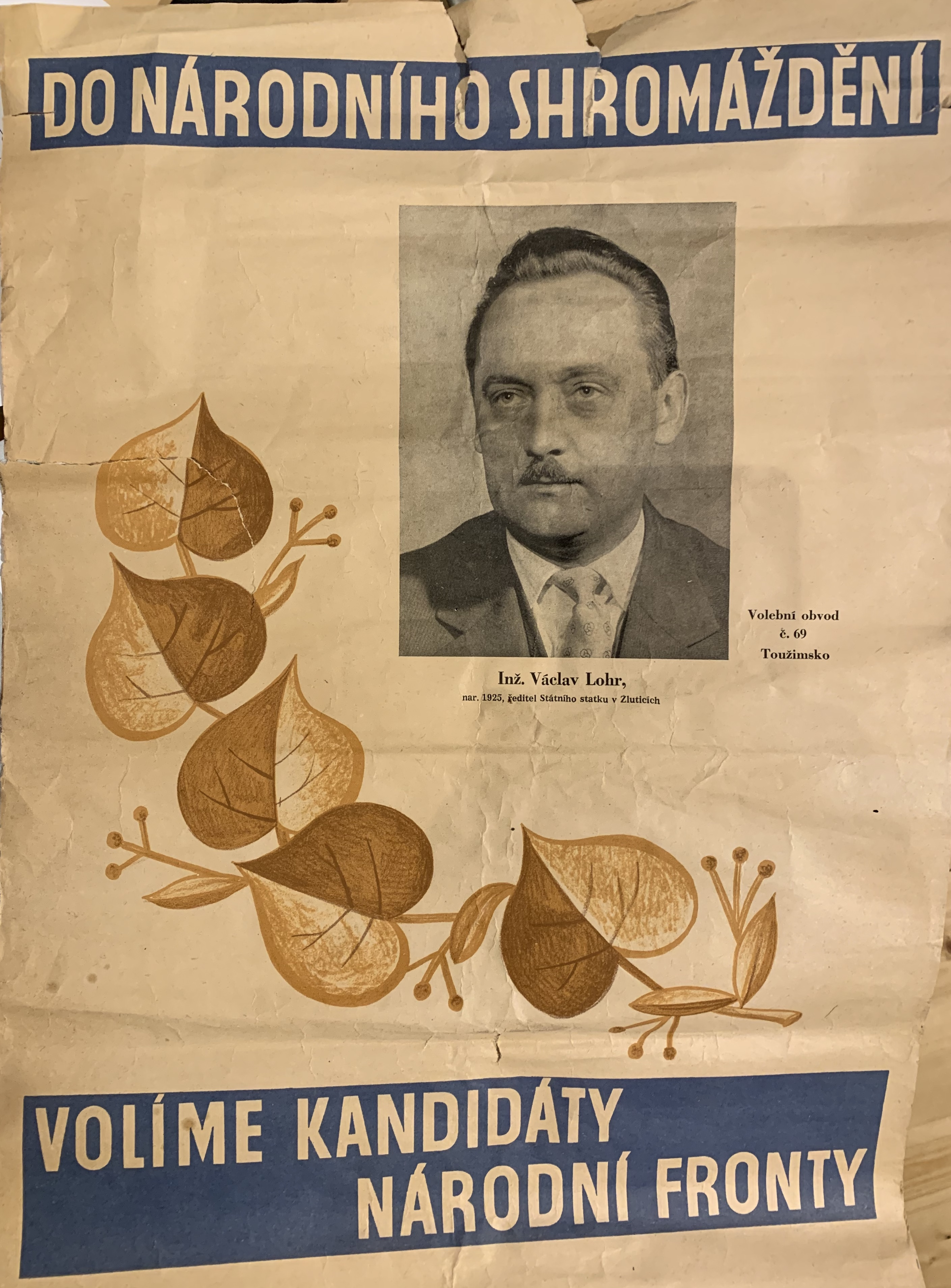
Manifesto elettorale per le elezioni parlamentari in Cecoslovacchia del 1960.

Oltre ai partiti politici, dopo il 1948 il Fronte Nazionale includeva anche tutte le organizzazioni di massa consentite dalla legge.
- Movimento Sindacale Rivoluzionario
- Unione della Gioventù Ceca (fino al 1948)
- Unione della Gioventù Cecoslovacca (dal 1969, Unione della Gioventù Socialista)
- Unione per l'Amicizia Cecoslovacco-sovietica
- Unione delle Donne Cecoslovacche
- Croce Rossa Cecoslovacca
- Unione delle Cooperative agricole
- Unione dei Combattenti Antifascisti
- Unione per la Cooperazione con l'Esercito
- Comitato Nazionale per la Pace
- Associazione della Cultura Fisica
- Unione dei Filatelisti